# 伊利亚·扎斯拉夫斯基
伊利亚·约瑟福维奇·扎斯拉夫斯基（俄语：Илья Иосифович Заславский，1960年1月31日—），是苏联时期民主运动的组织者之一，苏联解体后，曾任叶戈尔·盖达尔的顾问、俄罗斯建筑、住房和公共服务部副部长。